# ELLT
ELLT var ett svenskt arkitektkontor, grundat 1954. Namnet är bildades av fyra kurskamraters efternamn: Alf Engström (1932–1983), Gunnar Landberg, Bengt Larsson (1932–2017) och Alvar Törneman. Dessa hade träffats under studietiden på Kungliga Tekniska Högskolan och startade kontoret direkt efter examen sedan de vunnit tävlingen om Gävle krematorium 1954. Efter att krematoriet blivit färdigställt utsågs det 1965 till delad vinnare av Kasper Salin-priset tillsammans med Lärarhögskolan i Malmö.
ELLT blev kända för sitt rationella och strukturella angreppssätt där arkitekturen andas både modernism och brutalism. Under 1960- och 1970-talen blev man flitigt anlitad av olika statliga myndigheter. Bland annat ritade man polishus i Gävle, Östersund, Falkenberg, Visby, Ystad, Kristianstad och Norrtälje. Kontoret var verksamt fram till 1978 då det gick samman med A4 arkitektkontor och bildade Coordinator arkitekter. 

## Verk i urval
- Gävle krematorium, 1954
- Nyköpings psykiatriska kliniker, 1962–1969
- Haparanda kyrka, 1963–1967
- Radhusområdet Röda Raden i Saltsjö-Duvnäs, 1964-1965
- Kungshamra, Bergshamra i Solna kommun, 1965-1967
- IBM kursgård, Lidingö (idag Blue Hotel), 1966–1968
- Stockholmsmässan, första byggnadsetapp från 1970
- Högskolan i Växjö (numera ingående i Linnéuniversitetet), 1967–1975
- Luleå högskolas centrumombyggnad, 1974–1980
- PTK:s kursgård i Djurönäset, Stockholms skärgård, 1976–1981
- Bostäder i Oxievång, Malmö, 1976–1981

## Bilder, verk i urval

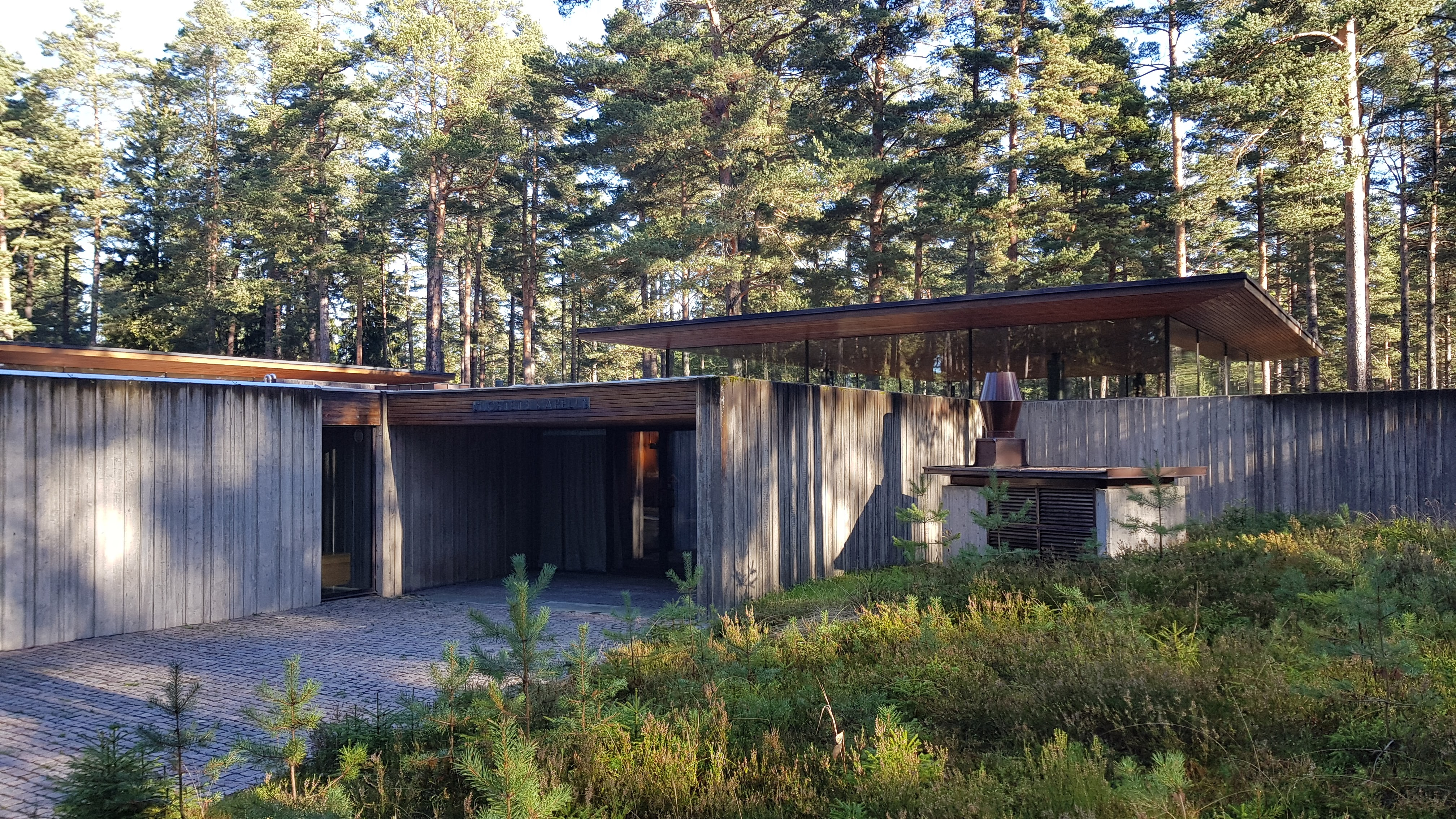
Gävle krematorium
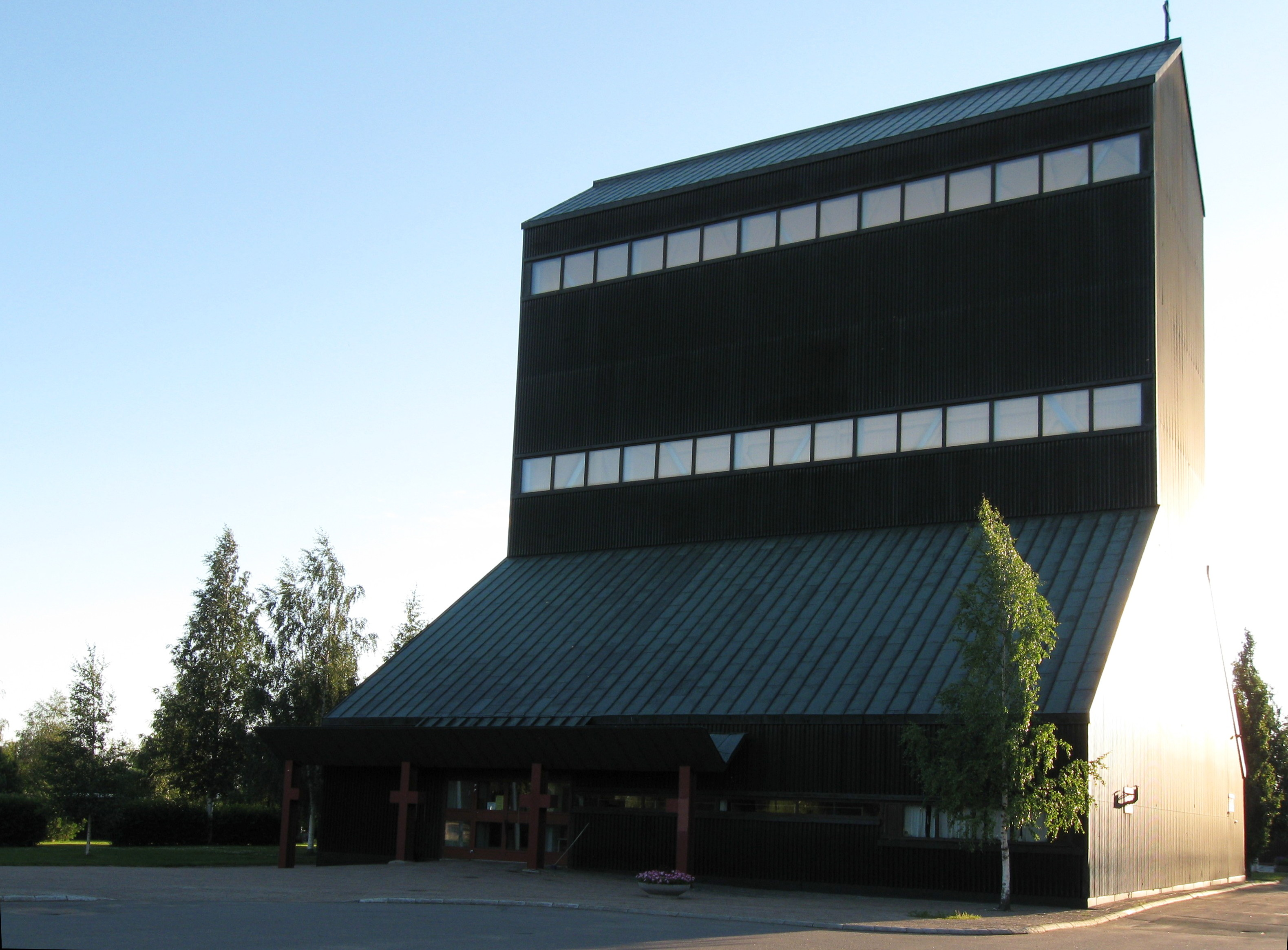
Haparanda kyrka
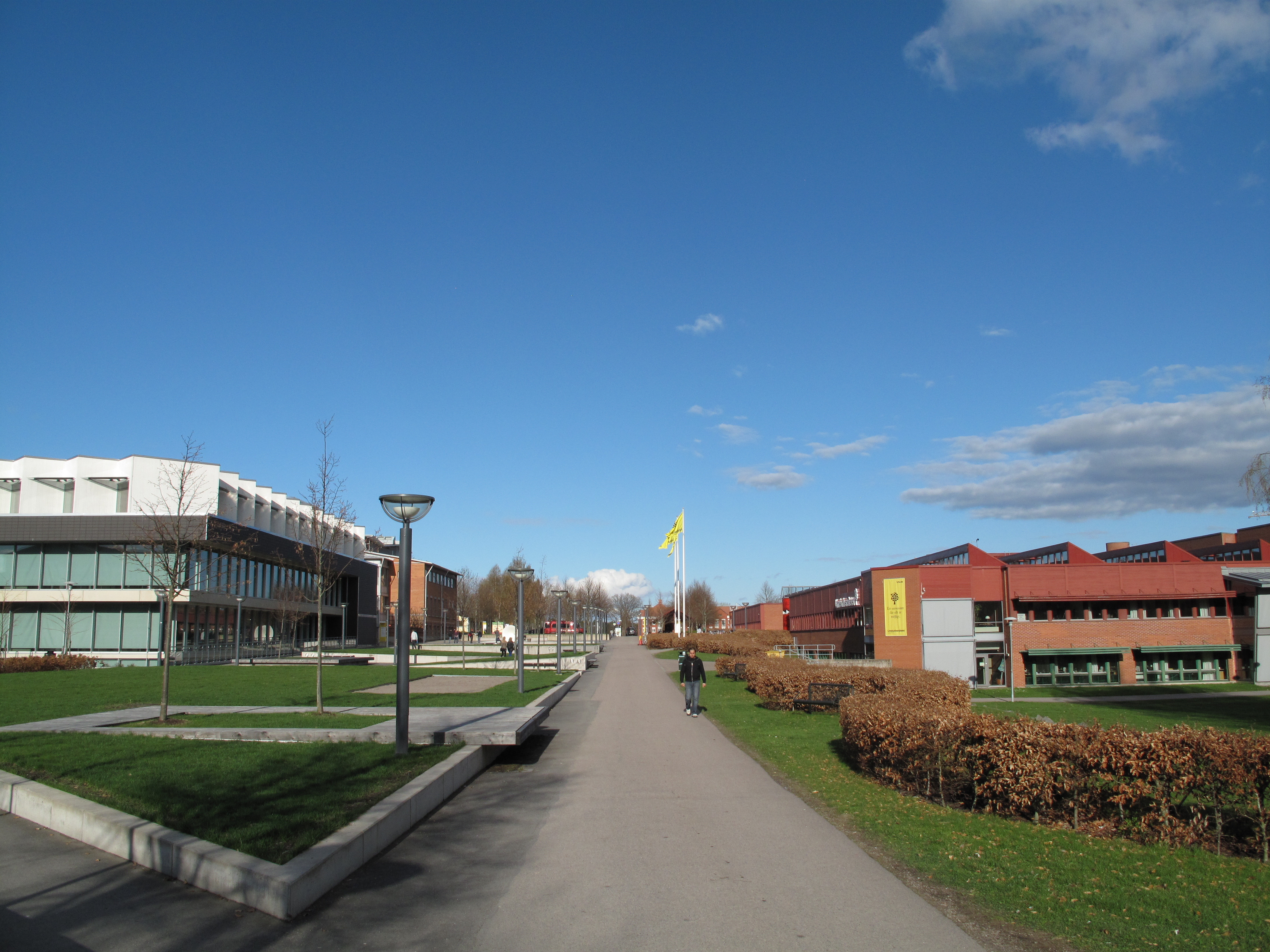
Växjö universitet
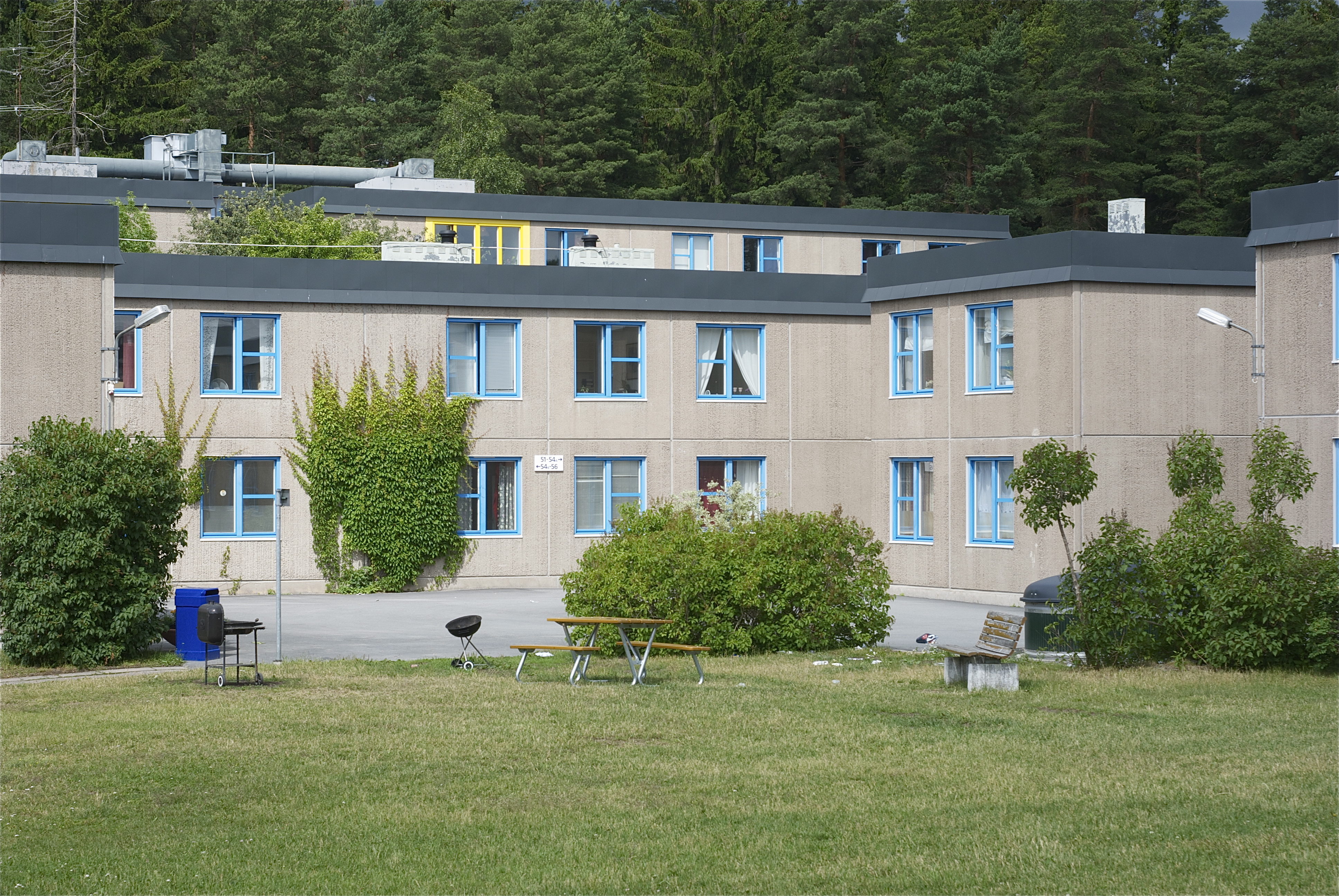
Studentbostäder i Kungshamra, Solna kommun
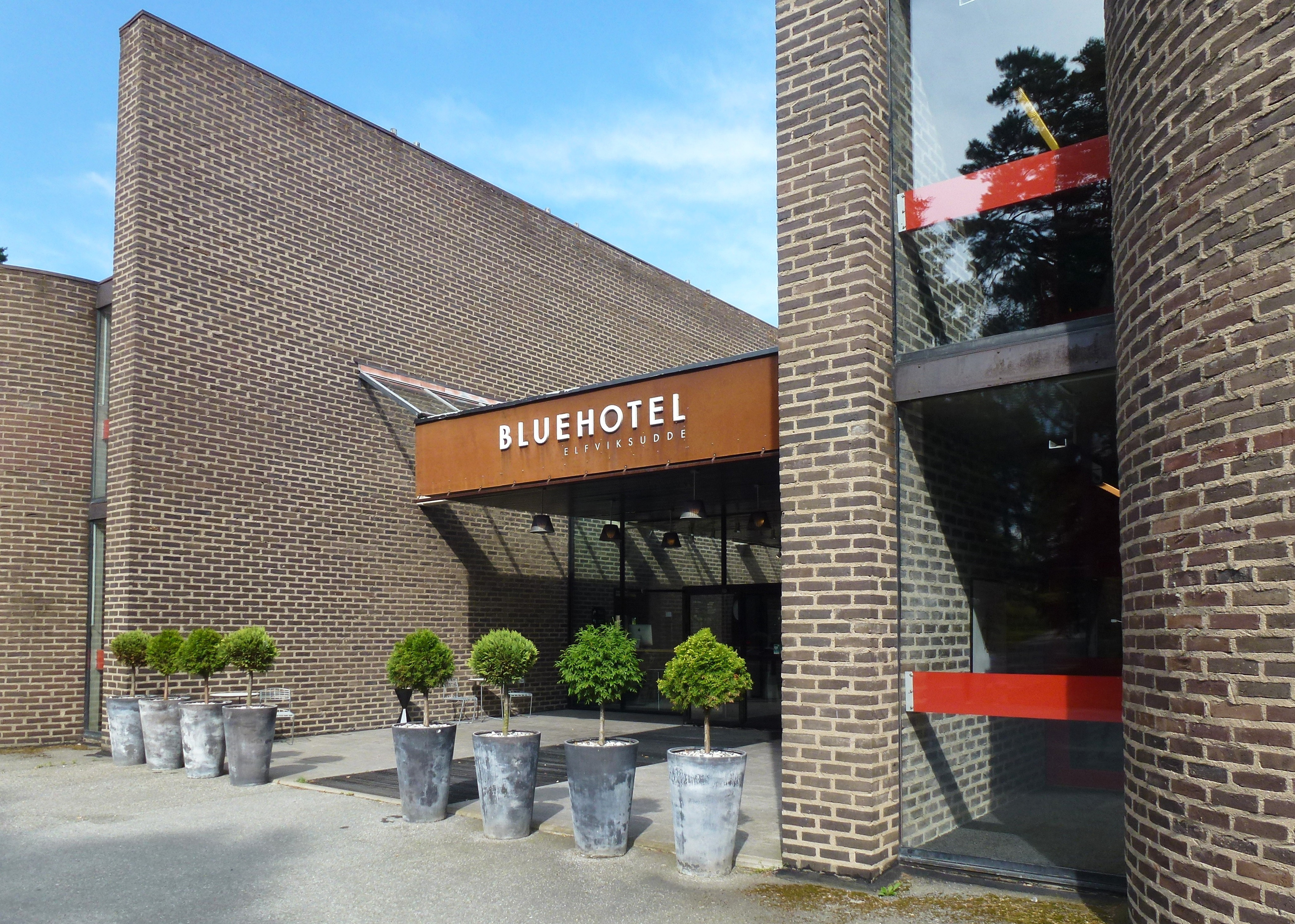
IBM kursgård, Lidingö